# Saison 1995-1996 du FC Nantes Atlantique
Maillots
Chronologie
Saison précédente Saison suivante
La saison 1995-1996 du FC Nantes Atlantique est la 53e saison de l'histoire du club nantais. Le club est engagé dans cinq compétitions : la Division 1 (33e participation), la Coupe de France (53e participation), la Coupe de la Ligue (2e participation), le Trophée des Champions (1re participation) et la Ligue des Champions (7e participation).
La saison 1995-1996 du FC Nantes Atlantique est aussi la 33e saison d'affilée du club en Division 1.
Le club, entraîné par Jean-Claude Suaudeau, commence la saison avec le rôle de champion de France en titre. Au rayon des transferts le club doit faire face au départ de quelques cadres comme Christian Karembeu et Patrice Loko. La Jonelière voit néanmoins arriver de nouveaux joueurs : Bruno Carotti (Montpellier HSC), Jean-Marc Chanelet (Nîmes Olympique), Jocelyn Gourvennec (Stade rennais - élu meilleur joueur de Division 2 en 1994) et Roman Kosecki (Atlético Madrid). 
Les canaris finissent le championnat seulement à la 7e place, et obtiennent de cette manière un billet pour participer à la coupe Intertoto la saison suivante. En Ligue des champions, Nantes réalise un très beau parcours en atteignant les demi-finales, se faisant éliminer par la Juventus, futur vainqueur de l'épreuve. Le meilleur buteur du club, toutes compétitions confondues, est Japhet N'Doram (19 buts).
À la fin de la saison, le FC Nantes voit partir Nicolas Ouédec (Espanyol Barcelone), Reynald Pedros (Olympique de Marseille) et Benoît Cauet (Paris SG).

## Résumé de la saison
Le FCNA perd deux de ses meilleurs joueurs avant le début de la saison : Patrice Loko rejoint le PSG, et Christian Karembeu la Sampdoria, deux départs que ne peuvent compenser les arrivées de Bruno Carotti, de Jean-Marc Chanelet, de Jocelyn Gourvennec et de Roman Kosecki, très attendu. D'autres soucis pèsent aussi sur les champions en titre puisque Nicolas Ouédec est blessé presque toute la saison, Japhet N'Doram, Jean-Michel Ferri et Christophe Pignol connaissent aussi des soucis. 
Cette saison, les Canaris terminent à la septième place du championnat à 17 points d'Auxerre et sont également très vite éliminés en coupe de France par l'AS Monaco. En revanche les Nantais font étalage de leur talent en Ligue des champions, après avoir tiré des enseignements de leur échec l'année précédente après une lourde défaite face au Bayer Leverkusen. Qualifiés dans le groupe A et victorieux du Spartak Moscou en quarts de finale, ils se hissent en demi-finale face à la Juventus de Didier Deschamps. Les Italiens tirent parti de l'inexpérience nantaise. À Turin, privés de N'Doram et de Makelele, les Nantais subissent sept cartons à zéro, Carotti est expulsé sur une simulation de Michele Padovano, et Éric Decroix est à l'inverse sorti sur un coup de coude non sanctionné du même Padovano (nez cassé). Le score est sans appel : 2-0 pour la Juve. « Nantes continue d’apprendre mais le problème, c’est qu’on ne retient pas toujours la leçon », affirme Suaudeau. Le match retour offre un scénario à suspense. La Juve concrétise sa domination en début de match par un but de Vialli mais Nantes égalise à la 44e. Sur un coup franc de Gourvennec, Capron place une tête qui trompe Angelo Peruzzi mais l'arbitre n'accorde le but qu'après que Decroix eut enfoncé le clou. En deuxième mi-temps, Paulo Sousa, entré à la pause en remplacement de Del Piero, redonne l'avantage aux siens (47e). Pour l'honneur, les Nantais finissent par remporter le match grâce à N'Doram (71e) et Renou (85e) mais la Juve se qualifie et remporte la finale contre l'Ajax Amsterdam. Suaudeau ne regrette rien mais il sait que de pareils moments ne se reproduiront peut-être pas : « On ne peut pas rester ensemble. À Nantes, on ne reste jamais ensemble. Si, le temps d’une saison. C’est comme ça... Dans cette compétition, il n’y a pas de secret : il faut des joueurs de niveau européen. Nous, ils le deviennent. Mais ils ne restent pas. »

## Effectif et encadrement

### Transferts
| Nom                | Nationalité | Poste     | Modalités | Provenance/Destination | Division              |
| ------------------ | ----------- | --------- | --------- | ---------------------- | --------------------- |
| Arrivées           |             |           |           |                        |                       |
| Bruno Carotti      | France      | Défenseur |           | Montpellier HSC        | Division 1 (D1)       |
| Jean-Marc Chanelet | France      | Défenseur |           | Nîmes Olympique        | Division 2 (D2)       |
| Yves Deroff        | France      | Défenseur |           | FC Nantes rés.         | National 2 - D (D4)   |
| Mickaël Garciau    | France      | Défenseur |           | FC Nantes rés.         | National 2 - D (D4)   |
| Ludovic Mary       | France      | Défenseur |           | FC Nantes rés.         | National 2 - D (D4)   |
| Nicolas Savinaud   | France      | Défenseur |           | FC Nantes rés.         | National 2 - D (D4)   |
| Frédéric Da Rocha  | France      | Milieu    |           | FC Nantes rés.         | National 2 - D (D4)   |
| Jocelyn Gourvennec | France      | Milieu    |           | Stade rennais FC       | Division 1 (D1)       |
| Fabrice Lemasson   | France      | Milieu    |           | FC Sète 34             | National 1 - B (D3)   |
| Sébastien Le Paih  | France      | Milieu    |           | FC Nantes rés.         | National 2 - D (D4)   |
| Sébastien Piocelle | France      | Milieu    |           | FC Nantes rés.         | National 2 - D (D4)   |
| Roman Kosecki      | Pologne     | Attaquant |           | Atlético Madrid        | Primera División (D1) |
| Laurent Peyrelade  | France      | Attaquant |           | ESA Brive-la-Gaillarde | National 1 - A (D3)   |
| Départs            |             |           |           |                        |                       |
| Jean-Louis Garcia  | France      | Gardien   |           | Retraite sportive      |                       |
| Christian Karembeu | France      | Défenseur |           | Sampdoria Gênes        | Serie A (D1)          |
| Stéphane Moreau    | France      | Défenseur |           | SM Caen                | Division 2 (D2)       |
| Patrice Loko       | France      | Attaquant |           | Paris SG               | Division 1 (D1)       |
| Samson Siasia      | Nigeria     | Attaquant |           | FC Tirsense            | Primeira Divisão (D1) |

### Effectif
N'ont pas joué un seul match: Jean-Christophe Bouteiller (défenseur), Nicolas Gillet (défenseur), William Fraboulet (milieu de terrain).

## Compétitions officielles

### Division 1
| Date                        | Journée | TV     | Adversaire               | Lieu | Score | Buteurs du FCNA                           | Class. | Affluence        |
| --------------------------- | ------- | ------ | ------------------------ | ---- | ----- | ----------------------------------------- | ------ | ---------------- |
| Mercredi 19 juillet 1995    | J01     | -      | AJ Auxerre               | Dom. | 1 - 0 | Pedros 14e                                | 5      | 27.447           |
| Mercredi 26 juillet 1995    | J02     | -      | FC Martigues             | Ext. | 4 - 0 | Pedros 10e, N'Doram 53e 60e 85e (pen.)    | 1      | 7.600            |
| Vendredi 4 août 1995        | J03     | Canal+ | Paris Saint-Germain FC   | Dom. | 1 - 2 | N'Doram 7e                                | 4      | 32.410           |
| Samedi 19 août 1995         | J05     | -      | OGC Nice                 | Dom. | 1 - 0 | N'Doram 89e (pen.)                        | 7      | 20.000 ou 24.782 |
| Vendredi 25 août 1995       | J06     | Canal+ | Lille OSC                | Ext. | 0 - 0 | -                                         | 6      | 7.500            |
| Mardi 29 août 1995          | J07     | -      | AS Saint-Étienne         | Dom. | 2 - 2 | N'Doram 9e (pen.), Kosecki 58e            | 7      | 26.388           |
| Vendredi 1er septembre 1995 | J04     | Canal+ | FC Girondins de Bordeaux | Ext. | 0 - 3 | -                                         | 9      | 20.000           |
| Samedi 9 septembre 1995     | J08     | -      | SC Bastia                | Ext. | 1 - 4 | N'Doram 29e (pen.)                        | 12     | 6.500            |
| Samedi 16 septembre 1995    | J09     | -      | EA Guingamp              | Dom. | 0 - 0 | -                                         | 12     | 26.030           |
| Vendredi 22 septembre 1995  | J10     | -      | RC Lens                  | Dom. | 1 - 1 | N'Doram 30e                               | 12     | 17.613           |
| Samedi 30 septembre 1995    | J11     | -      | FC Gueugnon              | Ext. | 1 - 0 | Pedros 82e                                | 11     | 10.857           |
| Mardi 3 octobre 1995        | J12     | Canal+ | AS Monaco FC             | Dom. | 2 - 2 | Thuram 69e (csc), N'Doram 73e (pen.)      | 10     | 18.000           |
| Samedi 14 octobre 1995      | J13     | -      | AS Cannes                | Ext. | 2 - 0 | Ouédec 45e (pen.), Carotti 79e            | 8      | 4.000 ou 6.800   |
| Samedi 21 octobre 1995      | J14     | -      | Olympique lyonnais       | Dom. | 0 - 0 | -                                         | 7      | 32.450 ou 30.474 |
| Vendredi 27 octobre 1995    | J15     | -      | Le Havre AC              | Ext. | 1 - 0 | Ouédec 3e                                 | 7      | 12.654           |
| Samedi 4 novembre 1995      | J16     | -      | Montpellier HSC          | Dom. | 1 - 0 | Lefèvre 75e (csc)                         | 6      | 24.631           |
| Mercredi 8 novembre 1995    | J17     | -      | RC Strasbourg            | Ext. | 1 - 1 | Cauet 26e                                 | 5      | 16.327           |
| Samedi 18 novembre 1995     | J18     | -      | Stade rennais FC         | Dom. | 2 - 2 | N'Doram 20e 90e                           | 5      | 25.438           |
| Samedi 25 novembre 1995     | J19     | -      | FC Metz                  | Ext. | 0 - 0 | -                                         | 7      | 15.880           |
| Samedi 2 décembre 1995      | J20     | -      | FC Martigues             | Dom. | 3 - 0 | Ouédec 44e, Pedros 80e, Cauet 83e         | 5      | 14.859 ou 14.878 |
| Samedi 9 décembre 1995      | J21     | -      | Paris Saint-Germain FC   | Ext. | 0 - 5 | -                                         | 7      | 42.034           |
| Samedi 16 décembre 1995     | J22     | -      | FC Girondins de Bordeaux | Dom. | 2 - 0 | N'Doram 28e (pen.) 66e                    | 5      | 19.973           |
| Mardi 16 janvier 1996       | J23     | -      | OGC Nice                 | Ext. | 0 - 1 | -                                         | 6      | 5.245            |
| Samedi 20 janvier 1996      | J24     | -      | Lille OSC                | Dom. | 1 - 2 | Cauet 21e                                 | 7      | 15.326           |
| Dimanche 28 janvier 1996    | J25     | Canal+ | AS Saint-Étienne         | Ext. | 0 - 0 | -                                         | 8      | 8.630            |
| Mercredi 7 février 1996     | J26     | -      | SC Bastia                | Dom. | 3 - 1 | Savinaud 2e, Gourvennec 38e, Da Rocha 49e | 7      | 13.591           |
| Samedi 10 février 1996      | J27     | -      | EA Guingamp              | Ext. | 1 - 3 | Baret 10e (csc)                           | 10     | 13.505           |
| Vendredi 16 février 1996    | J28     | Canal+ | RC Lens                  | Ext. | 1 - 2 | Chanelet 83e                              | 8      | 25.000           |
| Mardi 27 février 1996       | J29     | -      | FC Gueugnon              | Dom. | 1 - 0 | Renou 70e                                 | 9      | 15.208 ou 18.664 |
| Vendredi 1er mars 1996      | J30     | Canal+ | AS Monaco FC             | Ext. | 1 - 4 | N'Doram 64e                               | 10     | 5.000            |
| Samedi 9 mars 1996          | J31     | -      | AS Cannes                | Dom. | 2 - 0 | Decroix 41e, Ouédec 54e                   | 8      | 15.278 ou 15.208 |
| Samedi 23 mars 1996         | J32     | -      | Olympique lyonnais       | Ext. | 1 - 1 | Peyrelade 86e                             | 10     | 23.000           |
| Mardi 9 avril 1996          | J34     | -      | Montpellier HSC          | Ext. | 0 - 1 | -                                         | 10     | 11.137           |
| Samedi 20 avril 1996        | J35     | -      | RC Strasbourg            | Dom. | 2 - 0 | Pignol 32e, Pedros 56e                    | 9      | 20.963           |
| Samedi 27 avril 1996        | J36     | -      | Stade rennais FC         | Ext. | 2 - 2 | N'Doram 51e (pen.), Pedros 59e            | 8      | 19.577           |
| Jeudi 2 mai 1996            | J33     | -      | Le Havre AC              | Dom. | 1 - 1 | Pedros 72e                                | 9      | 15.595           |
| Samedi 11 mai 1996          | J37     | -      | FC Metz                  | Dom. | 1 - 0 | Da Rocha 4e                               | 7      | 27.592           |
| Samedi 18 mai 1996          | J38     | -      | AJ Auxerre               | Ext. | 1 - 2 | Kosecki 17e                               | 7      | 20.306           |

### Coupe de France
| Date                   | Tour            | Adversaire                 | Niveau    | Lieu | Score              | Buteurs du FCNA                                                                   | Affluence |
| ---------------------- | --------------- | -------------------------- | --------- | ---- | ------------------ | --------------------------------------------------------------------------------- | --------- |
| Samedi 13 janvier 1996 | 1/32e de finale | Olympique de Saint-Quentin | N3-A (D5) | Ext. | 7 - 1              | Le Paih 28e, Kosecki 30e 36e, Gourvennec 42e (pen.) 78e, Peyrelade 54e, Renou 90e | 8.700     |
| Samedi 3 février 1996  | 1/16e de finale | AS Monaco FC               | D1        | Dom. | 2 - 2 (4-5 t.a.b.) | Pedros 40e, Guyot 120e                                                            | 6.070     |

### Coupe de la Ligue
| Date                      | Tour            | Adversaire      | Niveau | Lieu | Score      | Buteurs du FCNA                    | Affluence |
| ------------------------- | --------------- | --------------- | ------ | ---- | ---------- | ---------------------------------- | --------- |
| Mercredi 13 décembre 1995 | 1/16e de finale | Montpellier HSC | D1     | Ext. | 1 - 0      | Garcion 54e                        | 3.911     |
| Samedi 6 janvier 1996     | 1/8e de finale  | EA Guingamp     | D1     | Dom. | 2 - 3 a.p. | N'Doram 28e (pen.), Peyrelade 108e | 18.000    |

### Trophée des Champions
| Date                    | Tour   | Diffuseur | Adversaire             | Niveau | Lieu   | Score              | Buteurs du FC Nantes  | Affluence |
| ----------------------- | ------ | --------- | ---------------------- | ------ | ------ | ------------------ | --------------------- | --------- |
| Mercredi 3 janvier 1996 | Finale | TF1       | Paris Saint-Germain FC | D1     | Neutre | 2 - 2 (5-6 t.a.b.) | Ouédec 36e, Cauet 42e | 12.000    |

### Ligue des Champions
| Date                       | Tour | Adversaire    | Niveau           | Lieu | Score | Buteurs du FC Nantes               | Affluence |
| -------------------------- | ---- | ------------- | ---------------- | ---- | ----- | ---------------------------------- | --------- |
| Mercredi 13 septembre 1995 | J01  | FC Porto      | Primeira Divisão | Dom. | 0 - 0 | -                                  | 22.000    |
| Mercredi 27 septembre 1995 | J02  | Panathinaïkos | Alpha Ethniki    | Ext. | 1 - 3 | N'Doram 88e                        | 58.656    |
| Mercredi 18 octobre 1995   | J03  | Aalborg BK    | Superligaen      | Dom. | 3 - 1 | Ouédec 5e, Pedros 55e, Kosecki 74e | 29.603    |
| Mercredi 1er novembre 1995 | J04  | Aalborg BK    | Superligaen      | Ext. | 2 - 0 | Guyot 10e, Ouédec 68e              | 6.800     |
| Mercredi 22 novembre 1995  | J05  | FC Porto      | Primeira Divisão | Ext. | 2 - 2 | Pedros 3e 34e                      | 14.867    |
| Mercredi 6 décembre 1995   | J06  | Panathinaïkos | Alpha Ethniki    | Dom. | 0 - 0 | -                                  | 30.000    |

| Rang | Équipe        | Pts | J | G | N | P | Bp | Bc | Diff |
| ---- | ------------- | --- | - | - | - | - | -- | -- | ---- |
| 1    | Panathinaïkos | 11  | 6 | 3 | 2 | 1 | 7  | 3  | +4   |
| 2    | FC Nantes     | 9   | 6 | 2 | 3 | 1 | 8  | 6  | +2   |
| 3    | FC Porto      | 7   | 6 | 1 | 4 | 1 | 6  | 5  | +1   |
| 4    | AaB Ålborg    | 4   | 6 | 1 | 1 | 4 | 5  | 12 | -7   |

| Date                   | Tour                   | Adversaire     | Niveau        | Lieu | Score | Buteurs du FC Nantes                | Affluence |
| ---------------------- | ---------------------- | -------------- | ------------- | ---- | ----- | ----------------------------------- | --------- |
| Mercredi 6 mars 1996   | 1/4 de finale - aller  | Spartak Moscou | Vyschaïa Liga | Dom. | 2 - 0 | N'Doram 28e, Ouédec 67e             | 29.523    |
| Mercredi 20 mars 1996  | 1/4 de finale - retour | Spartak Moscou | Vyschaïa Liga | Ext. | 2 - 2 | Ouédec 63e 86e                      | 17.000    |
| Mercredi 3 avril 1996  | 1/2 finale - aller     | Juventus Turin | Serie A       | Ext. | 0 - 2 | -                                   | 50.425    |
| Mercredi 17 avril 1996 | 1/2 finale - retour    | Juventus Turin | Serie A       | Dom. | 3 - 2 | Decroix 45e, N'Doram 69e, Renou 82e | 30.527    |

## Statistiques

### Statistiques collectives
| Compétition           | Débute au tour   | Termine         | Matches joués | Gagnés | Nuls | Perdus | Buts pour | Buts contre | Différence |
| --------------------- | ---------------- | --------------- | ------------- | ------ | ---- | ------ | --------- | ----------- | ---------- |
| Division 1            | -                | 7e              | 38            | 14     | 13   | 11     | 44        | 42          | +2         |
| Coupe de France       | 1/32e de finale  | 1/16e de finale | 2             | 1      | 0    | 1      | 9         | 3           | +6         |
| Coupe de la Ligue     | 1/16e de finale  | 1/8e de finale  | 2             | 1      | 0    | 1      | 3         | 3           | +0         |
| Trophée des Champions | Finale           | Finale          | 1             | 0      | 0    | 1      | 2         | 2           | +0         |
| Ligue des Champions   | Phase de groupes | 1/2 finale      | 10            | 4      | 4    | 2      | 15        | 12          | +3         |
| Total                 | -                | -               | 53            | 20     | 17   | 16     | 73        | 62          | +11        |